# Antinsaari (ö i Birkaland, Övre Birkaland)
Antinsaari är en ö i Finland. Den ligger i sjön Mertujärvi och i kommunen Ruovesi i den ekonomiska regionen  Övre Birkalands ekonomiska region  och landskapet Birkaland, i den sydvästra delen av landet, 220 km norr om huvudstaden Helsingfors. Öns area är 0,7 hektar och dess största längd är 150 meter i sydöst-nordvästlig riktning.